# Atenció a la dependència a Galícia
L'atenció a la dependència a Galícia no va tindre lloc explícit a la legislació fins que s'aprovara la Llei de dependència espanyola.

## Abans de la llei de dependència
La Llei autonòmica 4/1993, de 14 d'abril, de Serveis Socials no preveia prestacions específiques per a les persones en situació de dependència funcional. Açò pot siga així per la poca modernitat de la llei.

## Després de la llei de dependència
La norma autonòmica que regula el procediment de reconeixement de la dependència va ser el Decret 176/2007, de 6 de setembre. Aquesta norma estableix que l'extinció de les prestacions requereix l'audiència de l'interessat o el seu representant i seria aprovada per una delegació provincial de l'administració autonòmica.
El Decret 143/2007, de 12 de juliol (publicat en el Diari Oficial de Galícia de 31 de juliol de 2007) regulà els centres de serveis socials. En aquest decret es determinaven les sancions i el règim d'autorització d'aquests centres. Destaca que dona un termini per a presentar l'autorització o reparar les deficiències. L'Ordre de 17 de desembre de 2007 obliga que es reintegre la prestació rebuda en cas d'incompliment de la normativa per part del beneficiari.
Un exemple d'ajudes a gallecs a l'exterior en situació de dependència és la Resolució de 4 de febrer de 2008 de la Secretaria General d'Emigració que establí ajudes econòmiques per als gallecs residents a l'estranger en l'exercici de 2008.
L'informe del Valedor do Pobo per a 2017 comentà que l'any 2017 continuaren rebent moltes queixes per l'ajornament o incompliment de l programa d'atenció individual com els anys anteriors i a més eixe any a diferència dels altres destacà l'augment notable de queixes per a la valoració de la dependència.